# Tran
José Luis Beltrán Coscojuelas (Zaragoza, 7 de febrero de 1931-Sitges, 21 de octubre de 2013) fue un historietista, pintor, ilustrador y animador español. Durante su polifacética carrera, usó diferentes seudónimos, como Beltrán o Koski, aunque el más conocido es el de Tran o Humberto Tran.

## Biografía

### Infancia y juventud (1931-1959)
José Luis nació en Zaragoza, pero, cuando contaba cinco años, su familia se mudó a Barbastro (Huesca). Allí, debutaría como caricaturista en el periódico local El Cruzado Aragonés en 1956.
En 1959 volvió a su ciudad natal, ampliando sus estudios de pintura en la Academia Bueno y de dibujo en el Estudio Goya.

### El mundo de los tebeos (1960-1982)
En 1960, empezó para la revista Tío Vivo de la barcelonesa Editorial Bruguera su primera serie de historietas: La Familia Repanocha, trasladándose a la ciudad condal dos años después. Compatibilizará entonces su trabajo como animador en los Estudios Macián con la creación de más series de historietas para El DDT: Don Renato (1963), Ringo (1966) o Cándido Palmatoria. También realizó la colección de cromos Dunkin Boy (1968).
En los 70, dibujó para las revistas Mortadelo y Super Mortadelo series como Constancio Plurilópez, Tete Gutapercha o Fanny en las que frecuentemente plasmaba los guiones de José Luis Ballestín, Julio Fernández, Armando Matías Guiu, Jaume Ribera o Leonardo Diaz. También trabajó para el mercado alemán y danés a través de la agencia Bardon Art con series como Klein y Hasi o Josephine, respectivamente.
En la revista Jauja, de ediciones Druida, José Luis publicó la serie Gómez and Gómez (1982).

### La vocación pictórica (1983-2013)
Desde los años ochenta, se dedicó fundamentalmente a la pintura, desarrollando en una primera fase un estilo que denominó neoformista.
Con el nuevo siglo, se asentó en Sitges, donde al fallecer en 2013, tenía lugar una exposición con sus últimas obras.